# Eriolaena lushingtonii
Eriolaena lushingtonii là một loài thực vật có hoa thuộc họ Sterculiaceae.
Loài này chỉ có ở Ấn Độ.
Chúng hiện đang bị đe dọa vì mất môi trường sống.